# Butternut (Wisconsin)
Butternut es una villa ubicada en el condado de Ashland en el estado estadounidense de Wisconsin. En el Censo de 2010 tenía una población de 375 habitantes y una densidad poblacional de 90,1 personas por km².

## Geografía
Butternut se encuentra ubicada en las coordenadas 46°0′48″N 90°29′50″O / 46.01333, -90.49722. Según la Oficina del Censo de los Estados Unidos, Butternut tiene una superficie total de 4.16 km², de la cual 4.16 km² corresponden a tierra firme y (0%) 0 km² es agua.

## Demografía
Según el censo de 2010, había 375 personas residiendo en Butternut. La densidad de población era de 90,1 hab./km². De los 375 habitantes, Butternut estaba compuesto por el 94.13% blancos, el 0% eran afroamericanos, el 2.67% eran amerindios, el 0% eran asiáticos, el 0% eran isleños del Pacífico, el 0.27% eran de otras razas y el 2.93% pertenecían a dos o más razas. Del total de la población el 1.07% eran hispanos o latinos de cualquier raza.